# Brunfelzija
Brunfelzija (lat. Brunfelsia), je biljni rod iz porodice pomoćnica smješten u tribus Petunieae, dio novopriznate potporodice Petunioideae. Sastoji se od 49 južnoameričkih vrsta vazdazelenih polugrmova i grmova.
Opisan je u Species Plantarum 1: 191. 1753.

## Vrste
1. Brunfelsia acunae Hadač
2. Brunfelsia amazonica C.V.Morton
3. Brunfelsia americana L.
4. Brunfelsia australis Benth.
5. Brunfelsia bahiensis Benth.
6. Brunfelsia boliviana Plowman
7. Brunfelsia bonodora (Vell.) J.F.Macbr.
8. Brunfelsia brasiliensis (Spreng.) L.B.Sm. & Downs
9. Brunfelsia burchellii Plowman
10. Brunfelsia cabiesesiana J.G.Graham
11. Brunfelsia cestroides A.Rich.
12. Brunfelsia chiricaspi Plowman
13. Brunfelsia chocoensis Plowman
14. Brunfelsia clandestina Plowman
15. Brunfelsia clarensis Britton & P.Wilson
16. Brunfelsia cuneifolia J.A.Schmidt
17. Brunfelsia densifolia Krug & Urb.
18. Brunfelsia dwyeri D'Arcy
19. Brunfelsia grandiflora D.Don
20. Brunfelsia grisebachii Amshoff
21. Brunfelsia guianensis Benth.
22. Brunfelsia hydrangeiformis (Pohl) Benth.
23. Brunfelsia imatacana Plowman
24. Brunfelsia jamaicensis (Benth.) Griseb.
25. Brunfelsia lactea Krug & Urb.
26. Brunfelsia latifolia (Pohl) Benth.
27. Brunfelsia linearis Ekman ex Urb.
28. Brunfelsia macrocarpa Plowman
29. Brunfelsia macroloba Urb.
30. Brunfelsia maliformis Urb.
31. Brunfelsia martiana Plowman
32. Brunfelsia membranacea Urb.
33. Brunfelsia mire Monach.
34. Brunfelsia nitida Benth.
35. Brunfelsia obovata Benth.
36. Brunfelsia pauciflora (Cham. & Schltdl.) Benth.
37. Brunfelsia picardae Krug & Urb.
38. Brunfelsia pilosa Plowman
39. Brunfelsia plicata Urb.
40. Brunfelsia plowmaniana Filipowicz & M.Nee
41. Brunfelsia pluriflora Urb.
42. Brunfelsia portoricensis Krug & Urb.
43. Brunfelsia purpurea Griseb.
44. Brunfelsia rupestris Plowman
45. Brunfelsia shaferi Britton & P.Wilson
46. Brunfelsia sinuata A.Rich.
47. Brunfelsia splendida Urb.
48. Brunfelsia undulata Sw.
49. Brunfelsia uniflora (Pohl) D.Don